# Gare de Ceppe
La gare de Ceppe est une gare ferroviaire française de la ligne de Bastia à Ajaccio (voie unique à écartement métrique), située sur le territoire de la commune de Biguglia, quartier de Ceppe, dans le département de la Haute-Corse et la Collectivité territoriale de Corse (CTC).
C'est une halte des Chemins de fer de la Corse (CFC), du « secteur périurbain de Bastia », desservie éventuellement, par des trains « grande ligne ». Arrêt facultatif (AF), il faut signaler sa présence au conducteur pour qu'il y ait un arrêt du train.

## Situation ferroviaire
Établie à 10 mètres d'altitude, la halte de Ceppe est située au point kilométrique (PK) 8,100 de la ligne de Bastia à Ajaccio (voie unique à écartement métrique), entre les gare de Saltatojo (AF) et de Casatorra (AF).
Située à  250 mètres au Nord du passage à niveau n°5, elle dispose d'un quai court.

## Service des voyageurs

### Accueil
Halte CFC, c'est un point d'arrêt non géré (PANG) à accès libre. Elle dispose d'un petit quai latéral. C'est un arrêt facultatif (AF) : le train ne s'arrête que si la demande a été faite au conducteur.

### Dessertes
Ceppe est desservie (éventuellement : arrêt facultatif (AF)) par des trains CFC « grande ligne » de la relation Bastia - Corte. C'est également une halte du « Secteur périurbain de Bastia » desservie par des trains CFC de la relation Bastia - Casamozza.

### Intermodalité
Le stationnement des véhicules est difficile à proximité. Elle dessert le quartier de Ceppe.

## Projet
Dans le cadre de l'aménagement de la section périurbaines de Bastia à Casamozza, la collectivité territoriale de Corse a approuvé en juillet 2013 le principe du déplacement et du réaménagement de la halte de Ceppe pour un coût estimatif de 220 000 euros hors taxes. Le projet prévoit notamment : un déplacement vers le Sud, près du PN5, en bordure du chemin de l'Acolaghia ; la construction d'un quai de 65 mètres de longueur, accessible pour les personnes à la mobilité réduite (rampe), équipé d'un abri et éclairé.